# Bacescomysis papilio
Bacescomysis papilio is een aasgarnalensoort uit de familie van de Petalophthalmidae. De wetenschappelijke naam van de soort is voor het eerst geldig gepubliceerd in 2005 door Casanova & De Jong.